# Richard Lyon-Dalberg-Acton, 2:e baron Acton
Richard Maximilian Lyon-Dalberg-Acton, 2:e baron Acton, född 7 augusti 1870, död 16 juni 1924, var en brittisk diplomat. Han var son till John Dalberg-Acton, 1:e baron Acton.
Lyon-Dalberg-Acton gick 1894 in på diplomatbanan. Han ärvde faderns baronvärdighet 1902. Som lord Acton var han 1917–1919 brittisk generalkonsul i Zürich och 1919–1920 den förste brittiske ministern i Helsingfors.